# 北村有起哉
北村 有起哉（きたむら ゆきや、1974年4月29日 - ）は、日本の俳優。東京都出身。父は俳優の北村和夫。姉は女優の北村由里。妻は女優の高野志穂。TOM company所属。

## 来歴
東京都立富士高等学校時代に文化祭で上演した舞台をきっかけに演劇に興味を持ち、俳優を志す。大学受験の失敗を機に「俳優になる」と覚悟を決めて日本映画学校へ進学。俳優養成所へ通ったり、ワークショップに参加したり、無料で映画を見たくてレンタルビデオショップのアルバイトをする。30歳までにはアルバイト生活から卒業しようと目標を設定していた。
1998年、舞台『春のめざめ』と映画『カンゾー先生』でデビュー。その後特定の劇団に所属せず、舞台のプロデュース公演を中心に活動し、近年はテレビドラマにも多数出演している。2013年6月4日、女優の高野志穂と4年の交際を経て結婚。2014年11月に第1子男児誕生。2016年公開の『太陽の蓋』で映画初主演。2020年2月、第2子男児誕生を報告した。2021年10月から放送の『ムショぼけ』（朝日放送テレビ・「ドラマ+」枠）で連続ドラマ初主演。

## 人物・エピソード
- 太田道灌の末裔である水戸藩士の代田家の子孫[11]。2017年10月15日に神奈川県伊勢原市で行われた「伊勢原観光道灌まつり」で北村は太田道灌、妻の高野は北条政子に扮してパレードに参加した[11][12][13][14]。
- 北村が主演舞台をした時の共演者と妻の高野が知り合いで、高野は客として舞台を見に来た。その後みんなで飲んだ時に高野と知り合ったのが最初のきっかけである。そのシチュエーションが3回ほどあり付き合うことになった。プロポーズは「ちょっと待って」と保留されたので2時間ほど説得した[15]。
- ボウリングにはまっている[16]。
- 酒（シャンパン）が好き[16]。夫婦で晩酌をしながら[17]、互いに情報収集や共有するようにしている[15][18]。
- 睡眠時間は5～6時間あれば十分だったが、今は足りなくなってきたという。ストレスや精神的な不調は、なるべく溜め込まないようにしている[18]。
- 食べ物に関しては保守的で、新しいものを食べに行くよりも、食べ慣れているものを食べられればそれで十分と感じる[16]。

## 出演

### 映画
- カンゾー先生（1998年）
- のど自慢（1999年）
- 地獄（1999年） - 須田 役
- 破線のマリス（2000年）
- 世にも奇妙な物語 映画の特別編「結婚シミュレーター」（2000年） - カップルの男 役
- シベリア超特急2（2001年） - 丸山 役
- 日本の黒い夏 冤罪（2000年） - 浅川浩司 役
- 赤い橋の下のぬるい水（2001年） - 魚見新太郎 役
- 海は見ていた（2002年） - 権太 役
- 2番目の彼女（2002年）
- 鏡の女たち（2003年）
- 草の乱（2004年） - 飯塚森蔵 役
- ストーンエイジ（2006年）
- トリック劇場版2（2006年） - 伊佐野銀造 役
- バックダンサーズ!（2006年） - DJケン 役
- 長州ファイブ（2007年） - 井上馨 役
- 映画 クロサギ（2008年） - 鷹尾礼二 役
- 世界で一番美しい夜（2008年）
- 真木栗ノ穴（2008年） - 佐々木譲二 役
- 死んだらゲームをすればいい（2009年、東京芸術大学大学院映像研究科・配給） - 主演・佐々木一郎 役[19]
- 半次郎（2010年） - 大久保一蔵（大久保利通） 役
- 桜田門外ノ変（2010年） - 安藤龍介 役
- I'M FLASH!（2012年） - 吉野カオル 役
- 祈り〜サムシンググレートとの対話〜（2012年）
- 駆込み女と駆出し男（2015年） - 鳥居耀蔵 役
- 太陽の蓋（2016年） - 主演・鍋島 役[7][20]
- オーバー・フェンス（2016年） - 原浩一郎 役
- 関ヶ原（2017年） - 井伊直政 役[21]
- 響 -HIBIKI-（2018年、月川翔監督）　- 鬼島仁 役
- フォルトゥナの瞳（2019年2月15日、三木孝浩監督） - 黒川武雄 役[22]
- 長いお別れ（2019年5月31日、中野量太監督） - 今村新 役
- 町田くんの世界（2019年6月7日、石井裕也監督） - 町田あゆた 役[23]
- 新聞記者（2019年6月28日、藤井道人監督）- 陣野和正 役[24]
- 浅田家!（2020年10月2日、中野量太監督） - 渋川謙三 役[25]
- 生きちゃった（2020年10月3日、石井裕也監督） - 人殺しの男 役[26]
- 本気のしるし＜劇場版＞（2020年10月9日、深田晃司監督） - 脇田真一 役
- ヤクザと家族 The Family（2021年1月29日、藤井道人監督） - 中村努 役[27]
- すばらしき世界（2021年2月11日、西川美和監督）[28]
- 前科者（2022年1月28日、岸善幸監督） - 高松直治 役
- 百花（2022年9月9日、川村元気監督） - 大澤哲也 役[29]
- 終末の探偵（2022年12月16日、井川広太郎監督） - 主演・連城新次郎 役[30]
- 有り、触れた、未来（2023年3月10日、山本透監督） -  里見健昭 役[31]
- GOLDFISH（2023年3月31日、藤沼伸一監督） - ハル 役[32]
- 水は海に向かって流れる（2023年6月9日、前田哲監督） - 熊沢達夫 役[33]
- 探偵マリコの生涯で一番悲惨な日（2023年6月30日、東映ビデオ）- 戸塚六平 役[34][35]
- キリエのうた（2023年10月13日、東映） - 根岸凡役 役[36]
- 愛にイナズマ（2023年10月27日、東京テアトル） - 配送会社の社長 役[37]
- 鬼平犯科帳 血闘（2024年5月10日） - 網切の甚五郎 役[38]
- 誰よりもつよく抱きしめて（2025年2月7日、内田英治監督） - 佐倉 役[39]
- 逆火（2025年7月11日、内田英治監督） - 主演・野島 役[40]

### 配信映画
- パレード（2024年2月29日、Netflix）[41]

### テレビドラマ
- 京都迷宮案内2 第2話「紅葉の死化粧! 鴨川に流れた赤い殺意!!」（2000年、テレビ朝日）
- 芸術劇場『明日は風のない日』（2000年、NHK教育）
- はっぴぃ・ウエディング（2001年、NHK総合） - 椎名浩介 役
- 少年たち2（2001年、NHK総合）
- 私立探偵 濱マイク 第10話「1分間700円」（2002年、読売テレビ）
- スーパーテレビ特別版『よど号乗っ取り事件 史上最悪の122時間』（2002年、日本テレビ）
- 大河ドラマ（NHK総合）
  - 義経（2005年） - 五足 役
  - 江〜姫たちの戦国〜（2011年） - 豊臣秀次 役
  - 八重の桜（2013年） - 秋月悌次郎 役
  - 西郷どん（2018年） - 大山格之助（綱良） 役[42]
- SP 警視庁警備部警備課第4係 第2話 - 第4話（2007年、フジテレビ） - テロリスト金田 役
- 新・京都迷宮案内4 第1話・第2話（2007年、テレビ朝日） - 牧野安雄 役
- 鬼太郎が見た玉砕 〜水木しげるの戦争〜（2007年、NHK総合） - 赤崎 役
- ジャッジ 〜島の裁判官奮闘記〜（2007年、NHK総合） - 塚本隆史 役
- 追跡〜失踪人捜査官・石森新次郎（2008年、TBS） - 飯田祐樹 役
- 刑事の現場（2008年、NHK総合） - 竹内光 役
- 未来遊園地II 〜馬泥棒とメリーゴーラウンド〜（2008年、テレビ朝日）
- トップセールス（2008年、NHK総合）
- ジャッジII 〜島の裁判官奮闘記〜（2008年、NHK総合） - 塚本隆史 役
- 婚カツ!（2009年、フジテレビ） - 伊藤勝 役
- マイガール（2009年、テレビ朝日） - 林弘和 役
- 最後の約束（2010年1月9日、フジテレビ） - 諸角源二 役
- 君たちに明日はない（2010年1月 - 2月、NHK総合） - 山下隆志 役
- 蛇のひと（2010年3月7日、WOWOW） - 原田 役
- 連続ドラマW パンドラII 飢餓列島（2010年4月 - 5月、WOWOW） - 大倉均 役
- 警視庁失踪人捜査課（2010年4月16日 - 6月11日、ABC/テレビ朝日） - 醍醐塁 役
  - スペシャル（2011年12月24日）
- 夏の恋は虹色に輝く 最終話（2010年9月20日、フジテレビ） - 赤木俊平 役
- おじいちゃんは25歳 第2話・第4話（2010年11月16日・18日、TBS） - ジョージ 役
- 七福神! 〜神様のアルバイト、始めませんか?〜（2011年1月7日、フジテレビ）
- 任侠ヘルパースペシャル（2011年1月9日、フジテレビ） - 樽川潤 役
- CONTROL〜犯罪心理捜査〜（2011年1月 - 3月、フジテレビ） - 刑事・岩崎幹也 役
- 告発〜国選弁護人 第1話・第2話（2011年1月13日・1月20日、テレビ朝日） - 検事・山縣宣夫 役
- ジウ 警視庁特殊犯捜査係（2011年7月 - 9月、テレビ朝日） - 東弘樹 役
- 人間昆虫記（2011年8月 - 9月、WOWOW） - 蟻川平八 役
- 階段のうた season5（2011年10月 - 12月、TBS） - 藪中医師 役
- 運命の人（2012年1月 - 3月、TBS） - 清原了 役
- ドラマW 向田邦子 イノセント 第1話『隣の女』（2012年3月24日、WOWOW） - 麻田博衛 役
- トッカン 特別国税徴収官（2012年7月 - 9月、日本テレビ） - 鏡雅愛 役
- 再会（2012年12月8日、フジテレビ） - 南良涼 役
- ラストホープ（2013年1月 - 3月、フジテレビ） - 副島雅臣 役
- 上意討ち 拝領妻始末（2013年2月9日、テレビ朝日） - 高橋外記 役
- 潜入探偵トカゲ 第4話（2013年5月9日、TBS） - 浜崎進次郎 役
- お天気お姉さん 第8話・第9話（2013年5月31日・6月7日、テレビ朝日） - 天川聡 役
- 刑事のまなざし（2013年10月 - 12月、TBS） - 長峰亘 役
- 世にも奇妙な物語（フジテレビ）
  - 世にも奇妙な物語 '13秋の特別編「仮婚」（2013年10月12日） - 並木三郎 役
  - 世にも奇妙な物語 25周年スペシャル・春 〜人気マンガ家競演編〜「ゴムゴムの男」（2015年4月11日） - 犬飼 役
- 土曜ドラマ『足尾から来た女』（2014年1月18日・25日、NHK総合） - 石川三四郎 役
- 福家警部補の挨拶 第3話（2014年1月28日、フジテレビ） - 新井信弘 役
- 駐在刑事 シリーズ（テレビ東京） - 加倉井国広 役
  - 水曜ミステリー9 駐在刑事 奥多摩渓谷・殺意の夜想曲（2014年4月2日）
  - 水曜ミステリー9 駐在刑事2（2015年4月15日）
  - 水曜ミステリー9 奥多摩駐在刑事3（2015年9月16日）
  - 水曜ミステリー9 駐在刑事4（2016年12月4日）
  - ドラマ特別企画 駐在刑事スペシャル（2017年10月13日）
  - 駐在刑事（2018年10月19日 - 12月7日）[43]
  - 駐在刑事 Season2（2020年1月24日 - 3月6日）[44]
  - 駐在刑事 Season3（2022年1月14日 - 2月25日）[45]
  - 駐在刑事 スペシャル 2023（2023年9月25日）[46]
- ドラマ10「サイレント・プア」（2014年4月 - 6月、NHK総合） - 山倉祐一 役
- 金曜プレステージスペシャルドラマ「銭女」（2014年4月11日、フジテレビ） - 神永洋介 役
- ルーズヴェルト・ゲーム 第7話・第8話（2014年6月8日・6月15日、TBS） - 竹原研吾 役
- 水球ヤンキース（2014年7月 - 9月、フジテレビ） - 桑原半蔵 役
- 黒服物語（2014年10月 - 12月、テレビ朝日） - 神崎守 役
- ウロボロス〜この愛こそ、正義。 第3話（2015年1月30日、TBS） - 九条隆明 役
- 水曜ミステリー9 春の特選サスペンス 事故調（2015年4月1日、テレビ東京） - 椎名圭佑 役（友情出演）
- Dr.倫太郎 第3話（2015年4月29日、日本テレビ） - 小林司 役
- ドラマスペシャル「遺留捜査」（2015年5月17日、テレビ朝日） - 一ノ瀬誠 役
- ドラマスペシャル「ザ・ドライバー」（2015年10月11日、テレビ朝日） - 間宮啓一 役[47]
- 孤独のグルメ Season5 第10話（2015年12月5日、テレビ東京） - 医師 役
- TBS年末スペシャルドラマ「赤めだか」（2015年12月28日、TBS） - 立川談々 役[48]
- 新春ワイド時代劇『信長燃ゆ』（2016年1月2日、テレビ東京） - 羽柴秀吉 役[49]
- 木曜時代劇『ちかえもん』（2016年1月 - 3月、NHK総合） - 竹本義太夫 役[50]
- 怪盗 山猫（2016年1月 - 3月、日本テレビ） - 藤堂健一郎 役[51]
- 松本清張ドラマスペシャル・地方紙を買う女〜作家・杉本隆治の推理（2016年3月12日、テレビ朝日） - 潮田早雄 役
- トットてれび 第3話（2016年5月14日、NHK総合） - 「若い季節」ディレクター 役
- ドラマスペシャル『狙撃』（2016年10月2日、テレビ朝日） - 成瀬勝巳 役
- 東京・足立区発ドラマ「千住クレイジーボーイズ」（2017年2月15日、NHK BSプレミアム） - 野町巧馬 役
- 視覚探偵 日暮旅人 第4話 - 最終話（2017年2月19日 - 3月19日、日本テレビ） - リッチー 役
- 連続テレビ小説（NHK総合）
  - わろてんか 第57話 - 第66話（2017年12月6日 - 16日） - 月の井団真 役
  - エール 第90話 - 第118話（2020年10月16日 - 11月25日） - 池田二郎 役[52]
  - おむすび（2024年9月30日 - 2025年3月28日） - 米田聖人 役[53]
- アンナチュラル（2018年1月 - 3月、TBS） - 宍戸理一 役
- ヘッドハンター 第1話（2018年4月、テレビ東京）- 谷口孝雄 役
- 乱反射（2018年9月22日、メ〜テレ・テレビ朝日系） - 海老沢一也 役
- マリオ〜AIのゆくえ〜（2018年10月13日、NHK BSプレミアム） - 馬場哲也 役
- 連続ドラマW コールドケース2 〜真実の扉〜 第7話（2018年11月24日、WOWOW） - 新屋拓真 役[54]
- 警部補・碓氷弘一 〜マインド〜（2018年11月25日、テレビ朝日） - 津本常典 役
- 連続ドラマW 神の手（2019年6月23日 - 7月21日、WOWOW） - 新見偵一 役
- もみ消して冬 2019夏〜夏でも寒くて死にそうです〜（2019年6月29日、日本テレビ） - 尾道正平 役（友情出演）
- 螢草 菜々の剣（2019年7月26日 - 9月6日、NHK BSプレミアム） - 轟平九郎 役
- セミオトコ（2019年7月26日 - 9月13日、テレビ朝日） - 小川邦夫 役
- 背徳の夜食 「背脂ラーメン編」（2019年7月27日、東海テレビ・フジテレビ系） - 主演・笹川祐介 役
- 本気のしるし（2019年10月15日 - 12月17日、メ〜テレ） - 脇田真一 役
- ドラマスペシャル 私刑人〜正義の証明（2020年2月9日、テレビ朝日） - 江崎哲平 役[55]
- 連続ドラマW パレートの誤算 〜ケースワーカー殺人事件（2020年3月7日 - 4月4日、WOWOW） - 若林永一郎 役[56]
- 美食探偵 明智五郎（2020年4月12日 - 6月28日、日本テレビ） - 上遠野透 役[57]
- 悲熊（2020年12月18日 - 24日、NHK総合） - 島寺先輩 役[58]
- 半径5メートル（2021年4月30日 - 6月25日、NHK総合） - 海老原香織 役[59]
- 24時間テレビ44 ドラマスペシャル『生徒が人生をやり直せる学校』（2021年8月21日、日本テレビ） - 山野公平 役[60]
- ムショぼけ（2021年10月3日 - 12月12日、朝日放送テレビ・テレビ神奈川） - 主演・陣内宗介 役[10]
- 前科者 -新米保護司・阿川佳代-（2021年11月20日 - 12月25日、WOWOW） - 高松直治 役
- 先生のおとりよせ（2022年4月8日 - 6月25日、テレビ東京） - 中田みるく 役[61][62]
- BSプレミアムドラマ 拾われた男 Lost Man Found（2022年6月26日 - 8月28日、NHK BSプレミアム・ディズニープラス / 2022年10月11日 - 12月13日、NHK総合）- 平山 役[63]
- 事件は、その周りで起きている（2022年8月1日 - 8月4日、NHK総合）- 谷崎誠 役[64]
  - 事件は、その周りで起きている シリーズ2（2024年9月30日 - 10月3日）[65]
- ウツボラ（2023年3月24日 - 5月12日、WOWOW） - 溝呂木舜 役[66]
- ケイジとケンジ、時々ハンジ。（2023年4月13日 - 6月8日、テレビ朝日） - 二階堂俊介 役[67][68]
- たそがれ優作（2023年10月7日 - 11月25日、BSテレビ東京・BSテレビ東京4K） - 主演・北見優作 役[69][70]
- 鬼平犯科帳 SEASON1 本所・桜屋敷（2024年1月8日、時代劇専門チャンネル） - 網切の甚五郎 役
- 完全無罪（2024年7月7日 - 8月4日、WOWOW） - 平山 役[71]
- いつか、ヒーロー（2025年4月6日 - 6月1日、朝日放送テレビ・テレビ朝日） - 若王子公威 役[72]
- シミュレーション 〜昭和16年夏の敗戦〜（2025年8月16日・17日、NHK総合） - 近衛文麿 役[73]

### 配信ドラマ
- キキコミ 第4話（2007年11月9日、ニフティ） - タカハシ コウイチロウ 役
- それ忘れてくださいって言いましたけど。 第5話 - 最終話（2022年5月21日 - 6月11日、Paravi） - 学者風の男 役[74]
- 舞妓さんちのまかないさん（2023年1月12日 - 、Netflix） - 石田武 役[75]
- 僕の愛しい妖怪ガールフレンド（2024年3月22日〈予定〉 - 、Amazon Prime Video） - 天廻 役[76]

### その他のテレビ番組
- 新・真夜中の王国（2002年、NHK-BS2）
- にっぽん清流ワンダフル紀行「多摩川〜東京都〜」（2007年、NHK総合）
- こんなステキなにっぽんが「山の恵み芽吹く〜岩手県岩泉町〜」（2007年、NHK総合）
- 快傑えみちゃんねる（2009年、関西テレビ）
- スタジオパークからこんにちは（2011年7月16日、NHK総合）
- ボクらの時代（2011年12月4日、フジテレビ）
- 鶴瓶のスジナシ! 伊藤君のアフリカ土産だニャー（2012年1月11日、中部日本放送）
- はなまるマーケット（2012年3月9日、TBS）
- チューボーですよ!（2012年4月21日、TBS）
- 東京上級デート（2012年4月 - 2014年9月、テレビ朝日） - ナレーション
- MEGAQUAKE 巨大地震 III（2013年4月14日、NHK総合）- 語り、再現ドラマ（今村明恒役）
- コントの劇場 〜The Actors' Comedy〜（2013年10月25日、NHK BSプレミアム）
- アガサ・クリスティ二夜連続ドラマスペシャル パディントン発4時50分〜寝台特急殺人事件〜（2018年3月24日、テレビ朝日） - ナレーション
- 朝だ!生です旅サラダ（2021年10月9日、朝日放送テレビ）
- ミニベロ出会い旅（2024年11月3日、NHK総合）[77]
- あさイチ（2024年11月8日、NHK総合）- プレミアムトーク

### テレビアニメ
- ミチコとハッチン（2008年、フジテレビ） - ブルーノ 役

### ラジオドラマ
- FMシアター（NHK-FM）
  - 海のなかの砂漠（1999年3月20日）
  - あの日のきみにありがとう（1999年4月17日）
  - あなたは誰（2000年4月15日） - 主演・伸一 役
  - ため息にグッドバイ（2012年11月10日）
  - 東の国よ!（2013年9月21日・28日） - ウィリアム・ウォレス 役
  - あなたに似た街（2017年4月1日） - 主演・野中 役
- 青春アドベンチャー（NHK-FM）
  - ツングース特命隊（2013年7月1日 - 5日 / 7月8日 - 12日） - 主演・武藤 役
  - 白狐魔記 蒙古の波（2014年9月29日 - 10月3日 / 10月6日 - 10日） - 竹崎季長 役
  - 武楊伝（2018年10月8日 - 12日 / 10月15日 - 19日 / 10月22日 - 26日） - 勝海舟 役
  - 仮想郵便局（2020年8月29日） - 橋口雄介 役[78]

### 舞台
- 春のめざめ（1998年、Theatre Project Tokyo）
- 電話の迷宮（1999年、ミズノオト・シアターカンパニー）
- アナザデイ（1999年、遊◎機械/全自動シアター）
- STONES コケムスイシタチ（1999年、ウォーキングスタッフ）
- 煙が目にしみる（2000年、加藤健一事務所）
- かもめ（2002年、新国立劇場）
- アダムとイブ -私の犯罪学-（2002年、Theatre Project Tokyo）
- 幽霊はここにいる（2002年、KOKAMI@network）
- 東京ウェポン〜真夏の決闘〜（2002年、椿組）
- 蜘蛛女のキス（2002年、Theatre Project Tokyo）
- 浮標〈ブイ〉（2003年、新国立劇場）
- オイル（2003年、野田地図）
- ウィー・トーマス（2003年、パルコ）
- おはつ（2004年、松竹/パルコ）
- ハルシオン・デイズ（2004年、サードステージ 紀伊国屋ホール）
- ハロー・アンド・グッドバイ（2004年、俳優座）
- リンダ リンダ（2004年、KOKAMI@network）
- LOVE LETTERS（2004年・2007年・2013年）
- LAST SHOW（2005年、パルコ）
- 小林一茶（2005年、こまつ座）
- メタルマクベス（2006年、劇団☆新感線）
- オレステス（2006年、ホリプロ）
- 私はだれでしょう（2007年、こまつ座）
- CLEANSKINS/きれいな肌（2007年、新国立劇場）
- すけだち（2007年、TBS/ネルケプランニング/TNX/アール・ユー・ピー）
- 欲望という名の電車（2007年、アトリエ・ダンカン）
- 新・雨月物語（2008年、演劇企画集団THE・ガジラ）
- トゥーランドット（2008年、TBS/ジャパン・アーツ）
- 道元の冒険（2008年、シアターコクーン）
- 青猫物語（2008年、東宝）
- パイパ－（2009年、野田地図）
- リボルバー（2009年、劇団M.O.P.）
- The Diver（2009年、野田地図）
- SINGER5「ウクレレを弾く女」（2009年、アタリ・パフォーマンス）
- 黙阿彌オペラ（2010年、こまつ座/ホリプロ）
- さらば八月のうた（2010年8月13日、劇団M.O.P.）※ゲスト
- やけたトタン屋根の上の猫（2010年、新国立劇場）
- 十一ぴきのネコ（2012年、こまつ座）
- シレンとラギ（2012年、劇団☆新感線）
- HYPNAGOGIA（2013年、サウンドシアター　×　東宝　日比谷シアタークリエ）（藤沢文翁脚本・演出）
- SEMINAR -セミナー-（2013年）紀伊國屋ホール（主演　テレサ・リーベック作／栗山民也演出） CATプロデュース
- ロンサム・ウェスト（2014年）新国立劇場小劇場（マーティン・マクドナー作　小川絵梨子翻訳・演出） シス・カンパニー
- 鎌塚氏、振り下ろす（2014年）本多劇場（倉持裕作・演出）M&Oplaysプロデュース
- 戯作者銘々伝（2015年） 紀伊国屋サザンシアター、他（作・井上ひさし　演出・東憲司）こまつ座
- 十一ぴきのネコ（2015年10月1日〜10月17日） 紀伊國屋サザンシアター、他（長塚圭史・演出）こまつ座
- BENT（2016年7月9日 - 24日、世田谷パブリックシアター、他） - ホスルト 役[79]
- 地人会新社 第6回公演「豚小屋」（2017年1月、新国立劇場小劇場） - イヴァノヴィッチ 役[80]
- ハムレット（2017年4月、東京芸術劇場プレイハウス） - ホレイショー 役[81]
- 大人のけんかが終わるまで（2018年7月、シアタークリエ） - ボリス・アメット 役
- 唐版 風の又三郎（2019年2月 - 3月、金守珍 演出、Bunkamura シアターコクーン） - 夜の男 役
- 怪談 牡丹燈籠（2019年7月、藤間勘十郎 演出、三越劇場） - 主演・伴蔵 役（北翔海莉とダブル主演）[82]
- 願いがかなうぐつぐつカクテル（2020年7月、小山ゆうな・蓬莱竜太 演出、新国立劇場） - 主演・イルヴィッツアー 役[83]
- 朗読劇「さらば黒き武士」（2020年10月、藤間勘十郎 演出、吹田市文化会館 メイシアター 中ホール・浅草公会堂） - 織田信長 役[84]
- ミュージカル「夜の女たち」（2022年9月13日〈予定〉 - 10月16日、KAAT神奈川芸術劇場ほか） - 病院長・来生 役[85]

### CM
- 東京三菱銀行（現・三菱UFJ銀行）「MAIN BANK」（2001年3月）
- 光陽商事（2008年9月 - 2011年2月）※中古カメラ、時計等の買取専門会社
- NTTドコモ データ通信「鉄人28号 その2篇」（2009年12月 - 2010年5月）※30秒バージョン
- バンダイナムコエンターテインメント アイドルマスター シンデレラガールズ スターライトステージ「新作舞台 初日」篇（2017年4月 - 12月）
- サントリー 金麦 - ナレーション
  - 『No.1』篇／『贅沢麦芽』篇（2020年1月 - ）
  - 『春の金麦』篇／『金麦醸造家』篇（2020年3月 - ）
  - 『あいあい皿2020』篇（2020年4月 - ）
  - 『夏の金麦』篇（2020年5月 - ）
  - 『あいあいカレー皿』篇（2020年6月 - ）
  - 『やっぱ金麦』篇（2020年7月 - ）
  - 『冬の味の金麦』篇（2020年10月 - ）
- Amazonプライム（2021年4月 - ） - 妻の高野志穂と夫婦役で共演[86]

### 広告
- ツムラ（2023年、ツムラ #OneMoreChoice プロジェクト）- 妻の高野志穂と共演[87][88]

## 受賞
- 第7回朝日舞台芸術賞 寺山修司賞 - 『CLEANSKINS/きれいな肌』（2007年）
- 第15回読売演劇大賞 優秀男優賞 - 『CLEANSKINS/きれいな肌』（2007年）
- 第74回ザテレビジョンドラマアカデミー賞 助演男優賞 - 『トッカン 特別国税徴収官』（2012年）[89]
- 第1回『北村有起哉映画祭』グランプリ受賞（2021年）[注 1]